# Гинденбург, Пауль фон
Па́уль Лю́двиг Ганс А́нтон фон Бе́некендорф унд фон Ги́нденбург (нем. Paul Ludwig Hans Anton von Beneckendorff und von Hindenburg; 2 октября 1847, Познань — 2 августа 1934, Огородзенец) — немецкий военный, государственный и политический деятель. Видный командующий Первой мировой войны: главнокомандующий на Восточном фронте против Российской империи (1914—1916), начальник Генерального штаба (1916—1919). Прусский генерал-фельдмаршал (2 ноября 1914). Рейхспрезидент Германии (1925—1934). Первый и единственный в истории Германии человек, избранный главой государства на прямых всенародных выборах.

## Родословная
Пауль фон Гинденбург родился в Позене, Пруссия (с 1919 Познань, Польша) в семье прусского аристократа Роберта фон Бенекендорфа унд фон Гинденбурга (нем. Robert von Beneckendorff und von Hindenburg, 1816—1902) и его жены Луизы Швиккарт (нем. Luise Schwickart, 1825—1893; дочь доктора медицины Карла Людвига Швиккарта и его жены Юлии Моних). Гинденбург очень стеснялся неаристократического происхождения своей матери и даже в своих мемуарах практически не упоминал о ней. У него было несколько младших братьев и сестра: Отто (родился 24 августа 1849), Ида (родилась 19 декабря 1851) и Бернхард (родился 17 января 1859).
Бабушкой и дедушкой Гинденбурга по отцовской линии были Элеонора фон Бредерлов и её муж Отто Людвиг фон Бенекендорф унд фон Гинденбург, по линии которых он являлся потомком незаконной дочери Генриха IV, графа Вальдека. Он также был потомком Мартина Лютера.
Его сын Оскар фон Гинденбург также стал военным и принимал участие во Второй мировой войне.

## Военная карьера

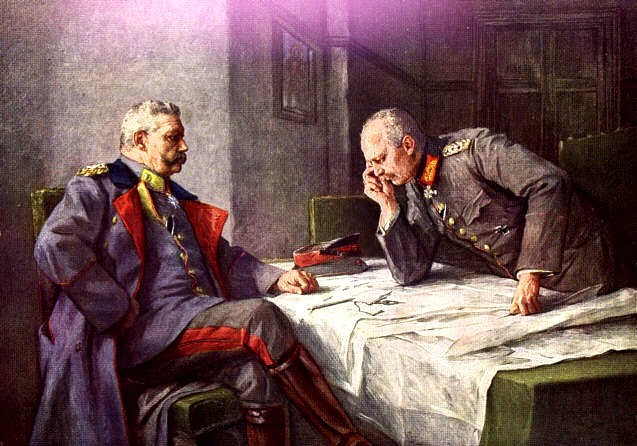
Гинденбург (слева) и Эрих Людендорф в штабе во время Первой мировой войны

После учёбы в Вальштатте (сейчас Легницке-Поле, Польша) и кадетской школы в Берлине Гинденбург принял участие в Австро-прусской войне (1866) и Франко-прусской войне (1870—1871). Он остался в армии и в итоге дослужился до генерала в 1903 году. В то же время он женился на Гертруде фон Шперлинг, аристократке, родившей Гинденбургу сына Оскара и двух дочерей, в том числе дочь Анну-Марию. В 1911 году Гинденбург впервые вышел в отставку, но с началом Первой мировой войны был отозван из отставки Хельмутом фон Мольтке (младшим), главой немецкого Генштаба. Гинденбургу было поручено командование 8-й армией, в то время связанной боями с двумя русскими армиями в Восточной Пруссии.
В отличие от своего предшественника Максимилиана фон Притвица Гинденбург добился впечатляющих успехов на восточном фронте, нанеся русской армии поражение в Восточно-Прусской операции. Эти успехи сделали Гинденбурга национальным героем, хотя некоторые современные историки считают, что основную роль в подготовке этих операций сыграл малоизвестный офицер штаба Макс Хоффманн. В ноябре 1914 Гинденбург был произведён в ранг фельдмаршала и назначен главнокомандующим германскими войсками на восточном фронте. Два последующих наступления немецкой армии в Польше (Варшавско-Ивангородская операция и Лодзинская операция), окончились для немцев неудачно, оба были отбиты русской армией.

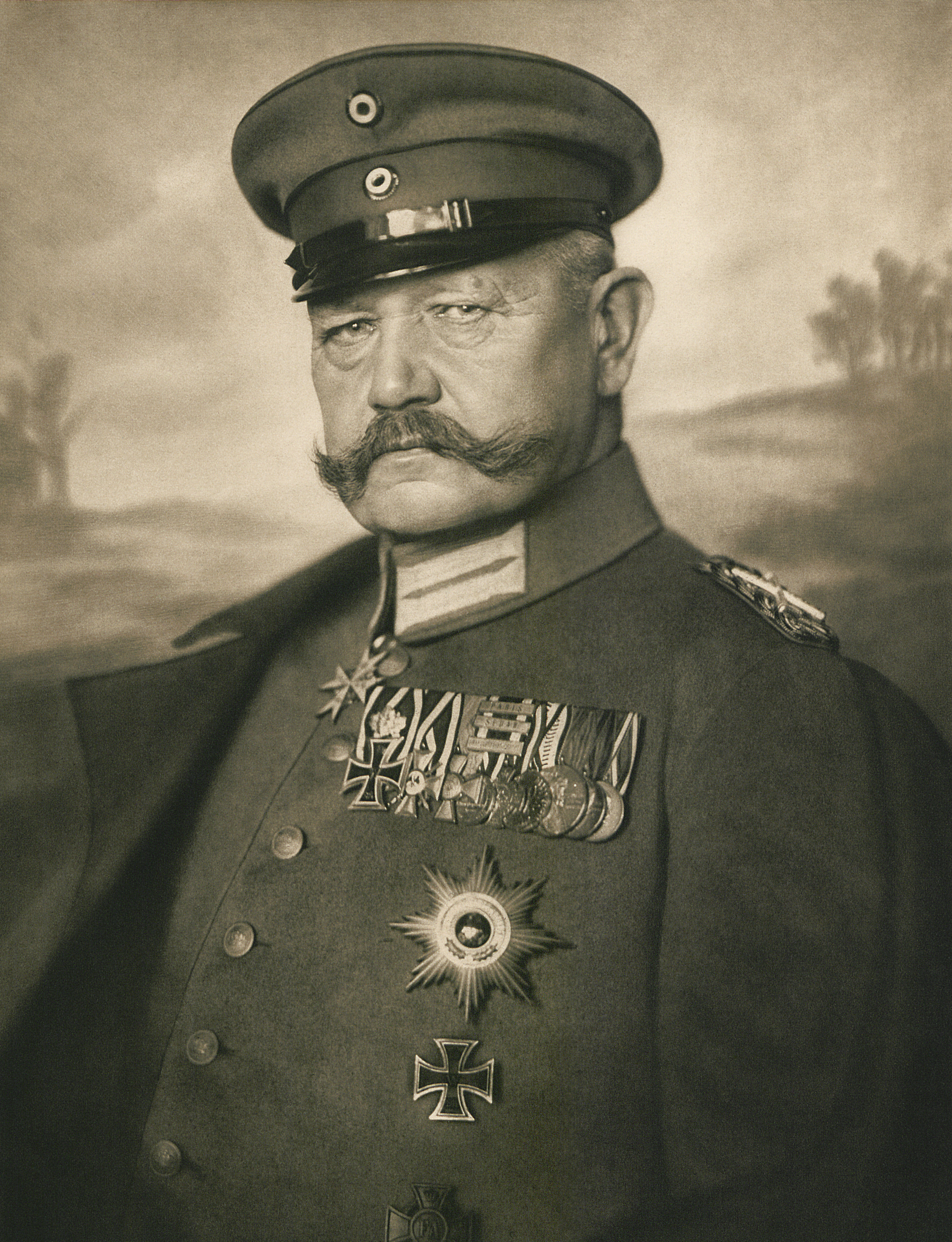
Гинденбург в 1914 году

В августе 1916 года Гинденбург был назначен преемником Эриха фон Фалькенхайна на должность начальника Генерального штаба. Его заместителем стал бессменный помощник с 1914 года Эрих Людендорф. Однако в октябре 1918 года они серьёзно разошлись во мнениях и место Людендорфа занял Вильгельм Грёнер, офицер штаба, оставшийся с Гинденбургом до 1932 года. Они вместе в ноябре 1918 года убеждали кайзера Вильгельма II прекратить практически бессмысленные на тот момент военные действия и отречься от престола. Кайзер Вильгельм II отказывался пойти на отречение и только с началом революционных событий явочным порядком было объявлено об его отречении и тот бежал в нейтральную Голландию.

## После Первой мировой войны
После завершения войны Гинденбург уходит в отставку второй раз.
В 1919 году ему было предложено явиться на слушание комиссии рейхстага, которая занималась поиском ответственных за развязывание войны в 1914 году и за поражение в 1918 году. Гинденбург отчитываться перед комиссией отказался и был вызван официальным путём. На заседании комиссии Гинденбург не признал себя виновным в поражении Германии, более того, по его словам, весной-летом 1918 года в ходе весеннего наступления Германия была близка к победе, и лишь предательское поведение общества привело к катастрофе. Эта речь Гинденбурга легла в основу легенды об ударе ножом в спину, получившей широкое распространение в Германии после Первой мировой войны. Примечательно, что сами Людендорф и Гинденбург еще в предтечу Ноябрьской революции знали, что Германия потерпела сугубо военное поражение в Первой Мировой войне. Тем не менее, они стремились снять с себя ответственность за поражение в войне и связать его с парламентаризмом и демократами, чтобы закрепить в обществе связь между поражением и республиканским правлением.

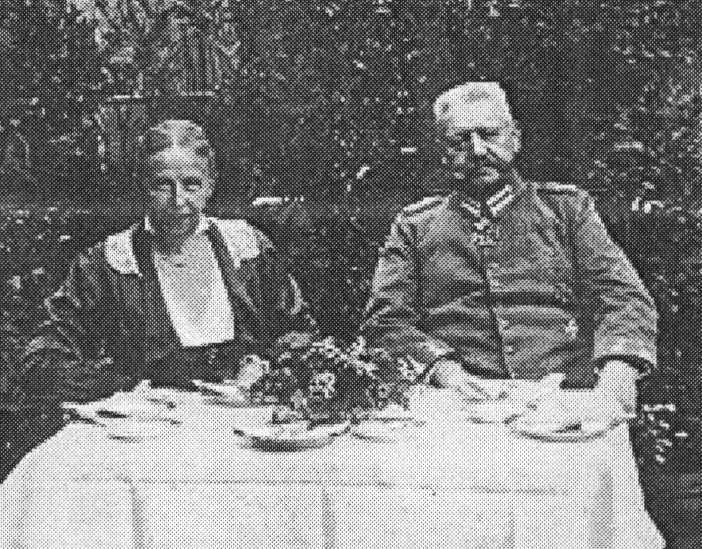
Пауль Гинденбург с супругой Гертрудой

## Рейхспрезидент Веймарской республики

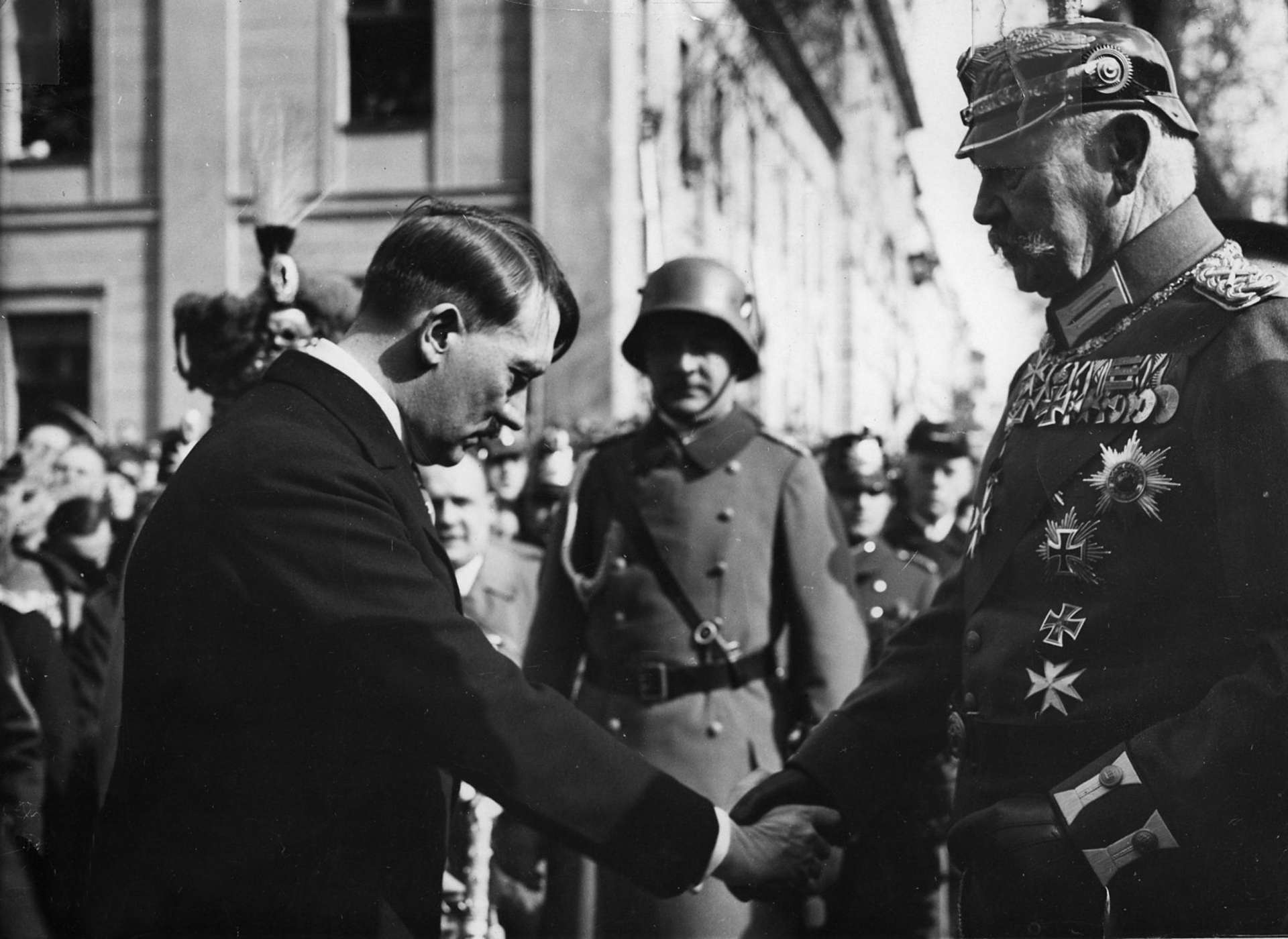
День Потсдама

В феврале 1925 года умер первый Рейхспрезидент республики Фридрих Эберт, что означало президентские выборы в том же году. Согласно Веймарской конституции, Рейхспрезидент избирался на 7-летний срок и обладал широкими полномочиями. Согласно конституции, Рейхспрезидент мог без согласования с Рейхстагом приостанавливать действия основных гражданских прав, назначать Рейхсканцлеров, распускать Рейхстаг. В результате первого тура выборов кандидаты Веймарской коалиции набрали суммарно около 49 %. При условии, что кандидат от КПГ Эрнст Тельман получил около 7 %, без сильной кандидатуры во 2 туре националистически-консервативный блок проиграл бы выборы. Тем не менее, согласно Веймарской конституции, хоть Гинденбург и не участвовал в первом туре выборов, он мог быть выдвинут во второй тур, так как в Веймарской республике работал закон свободного второго тура. Во втором туре избран Рейхспрезидентом Веймарской Республики (переизбран на второй срок в 1932) с очень небольшим отрывом от Вильгельма Маркса, единого кандидата от Веймарских партий.
Несмотря на твердые консервативные и монархические взгляды, Гинденбург решил стать «Рейхспрезидентом всех немцев» и сохранить национальное единство, что разочаровало часть голосовавших за него правых. Им казалось, что Гинденбург их предал и принял республику и ее конституцию, а они надеялись, что он их разрушит.

Карта Веймарской Республики

Как пишет А. В. Лучников, в своих взглядах на внешнюю политику Гинденбург вывел концепцию, основными моментами которой являлись стимулирование военно-технической кооперации и политический союз, направленный на снижение влияния Франции в поясе государств Малой Антанты, конечной целью должна была стать ревизия восточных границ (раздел Польши) и отмена ограничительных статей Версальского договора.

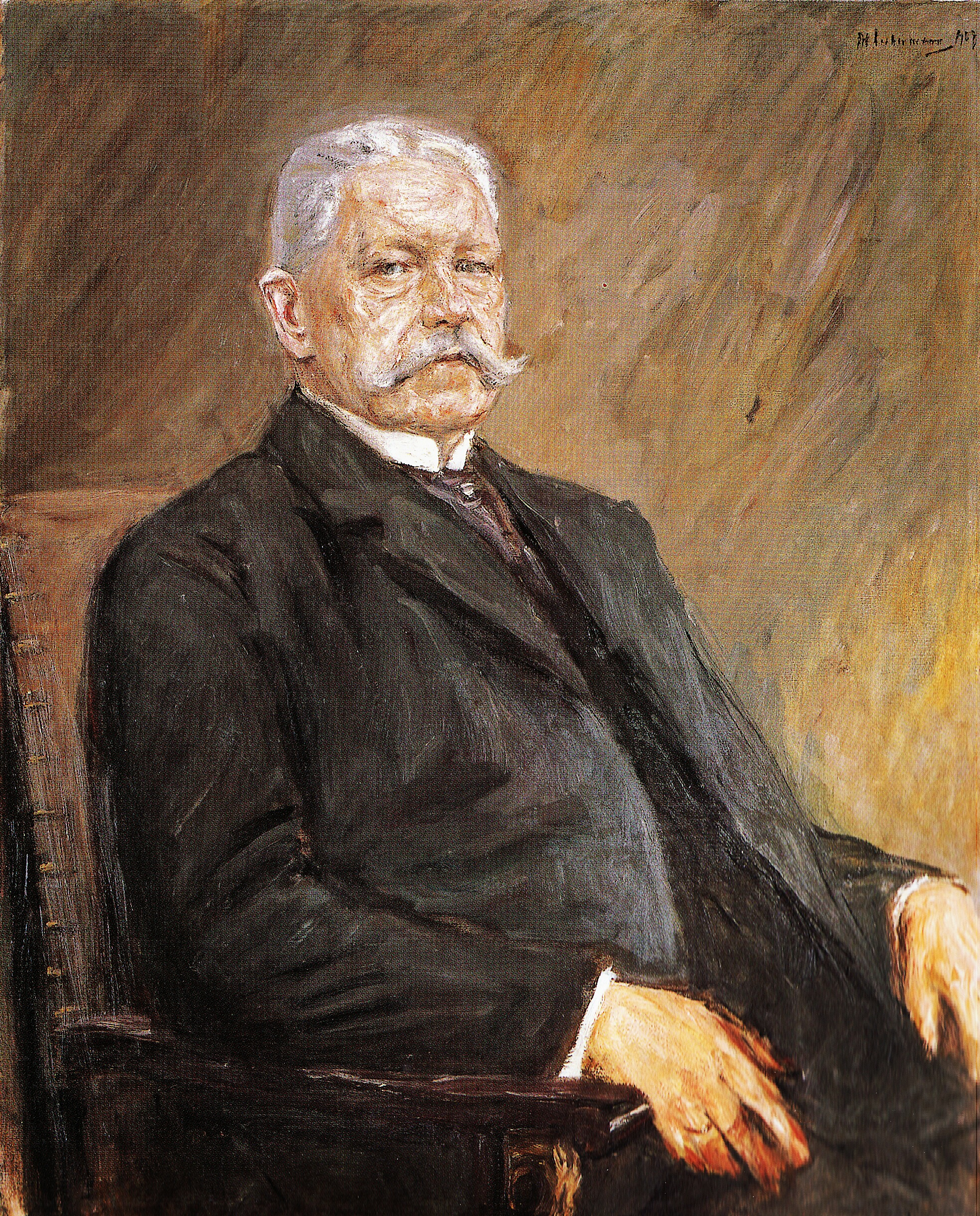
Портрет Пауля фон Гинденбурга

В 1926 году родовое имение Нойдек из-за махинаций двоюродной сестры Гинденбурга Лины разорилось и нуждалось в значительных инвестициях. По случаю 80-летнего юбилея Гинденбурга 2 октября 1927 года, правительство Веймарской Республики на взносы немецких промышленников по инициативе соседа президента, влиятельного восточно-прусского юнкера и консервативного политика Эларда фон Ольденбург-Янушау, владевшего в том же округе двумя большими поместьями, преподнесло герою Танненберга выкупленный Нойдек в подарок. Получив усадьбу, Гинденбург перестроил её и записал собственность на своего сына Оскара фон Гинденбурга. Политические враги, прежде всего нацисты, тщательно раздували скандал из-за истории с имением, утверждая, что имение было куплено на деньги, украденные землевладельцами из государственного фонда «Восточная помощь», а передача его сыну была сделана, чтобы избежать уплаты налогов на наследство. Некоторые историки полагают, что этой информацией владел и Курт фон Шлейхер. Гитлер в ходе переговоров с Францем фон Папеном и Оскаром Гинденбургом зимой 1932/1933 годов заявил, что если не получит пост канцлера, фракция нацистов в рейхстаге будет требовать уголовного расследования этого дела. Это во многом вынудило отца и сына Гинденбургов согласиться с назначением «богемского ефрейтора», чтобы наконец забыть о неприятном для них инциденте.
Вместе с Рейхсканцлером Францем фон Папеном организовал государственный переворот в Пруссии в 1932 году.

### Гинденбург и Гитлер
30 января 1933 года Пауль фон Гинденбург назначил Адольфа Гитлера рейхсканцлером, президентским декретом поручив ему сформировать правительство. Через два дня после прихода к власти Гитлер распустил Рейхстаг и назначил внеочередные выборы на 5 марта.
Вечером 27 февраля 1933 в помещении Рейхстага возник пожар, в организации которого обвинили коммунистов. А уже на следующий день президент Гинденбург подписал закон «О защите народа и государства», который предоставил Гитлеру диктаторские полномочия. Пользуясь ими, Гитлер ограничил гражданские свободы и запретил деятельность КПГ. В последующие месяцы её судьбу разделили все партии, кроме НСДАП. Штурмовые отряды СА и СС получили статус государственной полиции.
Выборы в Рейхстаг 5 марта 1933 были последними свободными выборами, проводившимися в Германии до начала Второй мировой войны. Они происходили в условиях террора. Однако нацистская партия так и не смогла получить абсолютное большинство голосов. Для создания большинства нацисты заручились поддержкой «Черно-бело-красного фронта борьбы».
21 марта 1933 года, в День Потсдама состоялось символическое рукопожатие Гинденбурга и Гитлера в гарнизонной церкви в Потсдаме, означавшее преемственность нацизма традициям старой прусской армии. Однако в апреле 1933 года Гинденбург возразил против нацистского проекта закона о государственной службе и настоял, чтобы со службы не увольнялись евреи-ветераны Первой мировой войны (Гитлер полагал, что таковых не было) и евреи, находившиеся в войну на гражданской службе.
Летом 1934 года после «ночи длинных ножей» отправил Гитлеру благодарственную телеграмму. Умер 2 августа 1934 года от рака лёгких. За день до смерти Гинденбурга 1 августа 1934 года Гитлер подписал закон, отменяющий пост рейхспрезидента и обратился к министру внутренних дел с просьбой о референдуме, которая была удовлетворена в день смерти президента 2 августа. Референдум был назначен на 19 августа. По результатам референдума Гитлер стал единоличным главой государства, выбрав себе титул «Фюрер (вождь) и рейхсканцлер».

## Посмертная слава

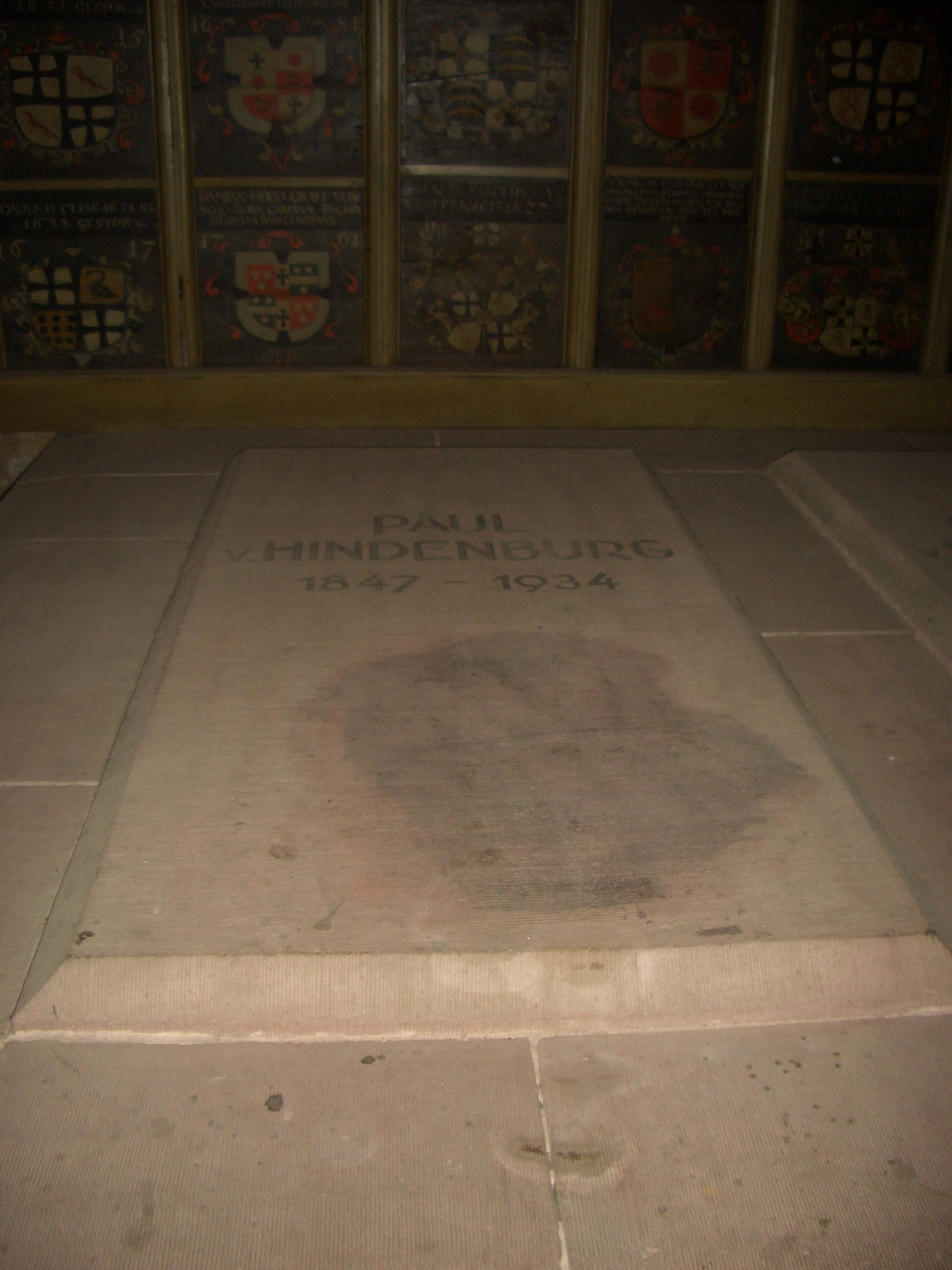
Могила Гинденбурга в Марбурге

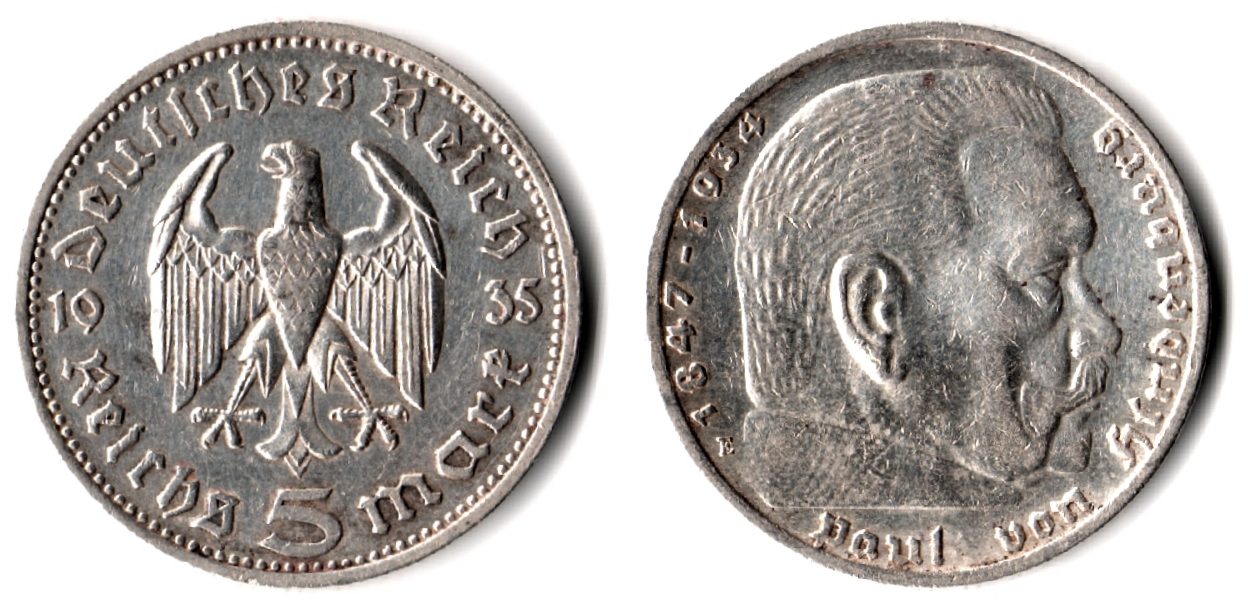
5 рейхсмарок 1936 г. — немецкая монета с портретом Пауля фон Гинденбурга

После смерти рейхспрезидента Гитлер всячески поощрял распространение его культа. Его прах был захоронен (вопреки воле самого покойного) в Танненбергском мемориале. В 1930-е годы в Германии продолжали выпускаться почтовые марки в честь Гинденбурга, а также были отчеканены монеты достоинством в 2 и 5 рейхсмарок с его изображением. В честь Гинденбурга был назван, среди прочего, немецкий пассажирский дирижабль, который потерпел катастрофу в США в 1937 году. Также его имя было присвоено 1-й бомбардировочной эскадре Люфтваффе.
При приближении советских войск к Танненбергу немцы вывезли прах его (и супруги) в Западную Германию. Он был перезахоронен в церкви Святой Елизаветы в Марбурге.

## Награды
Генерал-фельдмаршал Гинденбург 9 декабря 1916 года за свои выдающиеся заслуги был награждён особой, специально для него изготовленной высшей степенью Железного Креста — Звездой Большого Железного Креста (нем. Stern zum Großkreuz). Эта награда представляла собой золотую восьмиконечную звезду с наложенным на неё Большим Крестом Железного Креста (по статуту Звезда Большого Креста Железного Креста изготавливается из серебра). До Гинденбурга этой награды удостоился только один человек — генерал-фельдмаршал Гебхард фон Блюхер (31 августа 1813). Так как эти награды вручались лишь дважды, они носят собственные имена «Звезда Блюхера» (нем. Blücherstern) и «Звезда Гинденбурга» (нем. Hindenburgstern).

## Оценки
Как отмечает А. В. Лучников, для советской историографии характерен негативный взгляд на Гинденбурга, характеристика его как реакционера и реваншиста, «проводника германского империализма и милитаризма», клеймение его как одного из главных виновников прихода к власти Гитлера.
Тем не менее, можно определённо сказать, что критические оценки исторической личности Гинденбурга характерны и для западной историографии, в том числе и германской.
По словам историка Анны Менге: «Интенсивность, долговечность, поразительная политическая и социальная широта и политическое развертывание преклонения перед Гинденбургом — короче говоря, сила мифа о Гинденбурге с 1914 по 1934 год и далее — были политическим феноменом первого порядка… Миф о Гинденбурге был одним из центральных исторических сюжетов в немецком общественном дискурсе во время Первой мировой войны, Веймарской республики и первых лет нацистского правления. Поразительная поливалентность этого сюжета — оно превозносило не только правые идеи авторитарного руководства, но и более двухпартийные национальные ценности, такие как спасение чего-то позитивного от войны и поражения и самоутверждение перед лицом кризиса — означала, что миф Гинденбурга мог быть поддерживаться различными группами, в разное время и для разных целей. Хотя некоторые элементы мифа о Гинденбурге пропагандировались в первую очередь немецкими националистами, особенно в первые годы существования Веймара, они имели значительную межпартийную привлекательность. То, что его инициация в качестве мифической фигуры основывалась на национальной обороне и борьбе против заклятого врага германской социал-демократии, царской России, снискало ему любовь многих умеренных левых начиная с 1914 года».
Историк Кристофер Кларк раскритиковал Гинденбурга в его роли главы государства за то, что «он отказался от своих торжественных конституционных клятв 1925 и 1932 годов, чтобы объединиться с заклятыми врагами республики. А затем, после того, как он публично заявил, что он никогда не согласится назначить Гитлера на какой-либо пост… в январе 1933 года нацистский лидер занял германскую канцелярию. Фельдмаршал был высокого мнения о себе и, несомненно, искренне верил, что олицетворяет собой прусскую традицию бескорыстного служения. Но он не был, по правде говоря, человек, традиции… как полководец и позже в качестве главы германского государства, Гинденбург нарушил практически все обещания, которые давал. Он не был человеком упорной, верной службы, но человеком имиджа, манипуляций и предательства».

## Образ Пауля фон Гинденбурга в кино
- «На плечо!» / «Shoulder Arms!» (США, режиссёр Чарли Чаплин), в роли Пауля фон Гинденбурга — Генри Бергман.
- «Гитлер: Восхождение дьявола» / «Hitler: The Rise of Evil» (Канада, США; 2003) режиссёр Кристиан Дюге, в роли Пауля фон Гинденбурга — Питер О’Тул.
- «Троцкий» (2017, режиссёр А. Котт), в роли Пауля фон Гинденбурга — Пётр Журавлёв.
- «Вавилон-Берлин» (2017), в роли Пауля фон Гинденбурга — Гюнтер Лампрехт.

## Сочинения
- Воспоминания Гинденбурга / Сокращ. пер. с нем. Л. Щегло. — Пг., 1922. — 120 с.